# カールグスタフ (無反動砲)
カールグスタフ 84mm無反動砲（スウェーデン語: Carl Gustaf Granatgevär、英: Carl Gustaf 84 mm recoilless rifles）は、スウェーデンで開発された84mm口径の無反動砲である。

## 来歴
カールグスタフ・システムの開発は、1940年代初期から中期にかけて行われた実験的研究にさかのぼる。まずは20mm口径で無反動砲の原理を導入した対戦車ライフル（カールグスタフ pvg m/42）が開発され、良好な成績を収めたものの、折からの第二次世界大戦で登場したT-34やVI号戦車、V号戦車パンターといった新世代の戦車に対して20mm口径では威力不足と判断され、大口径化が志向されることになった。37mm口径、47mm口径を経て、19世紀の大砲で用いられていた84mm口径が採択されることになり、試作品は1946年に完成した。
1948年、最初の量産型であるM1はスウェーデン軍でm/48として装備化された。1963年には小改良型のM2が登場し、1964年より装備化されて、M1を速やかに代替した。スウェーデン軍での制式名は変わらなかった。また1991年には軽量型のM3、2014年には更に軽量化を進めたM4が登場した。
なお開発はカールグスタフ造兵廠 (Carl Gustafs stads gevärsfaktori) により着手されたが、まもなくFFVオードナンス社に切り替わり、後にサーブ・ボフォース・ダイナミクス社の傘下に入った。

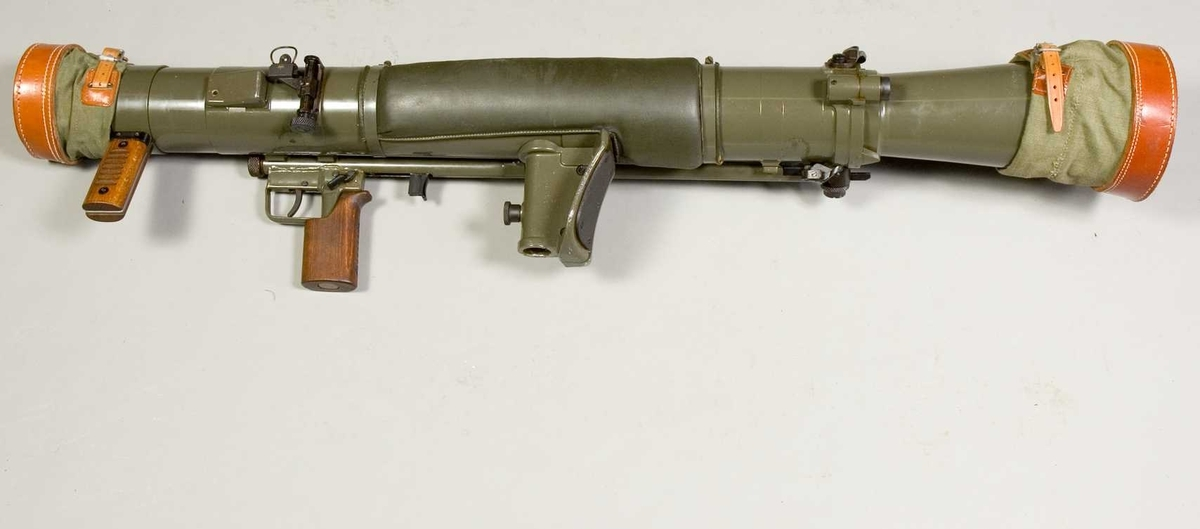
Granatgevär m/48（カールグスタフ M1）[注 2]
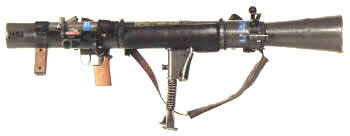
カールグスタフ M2
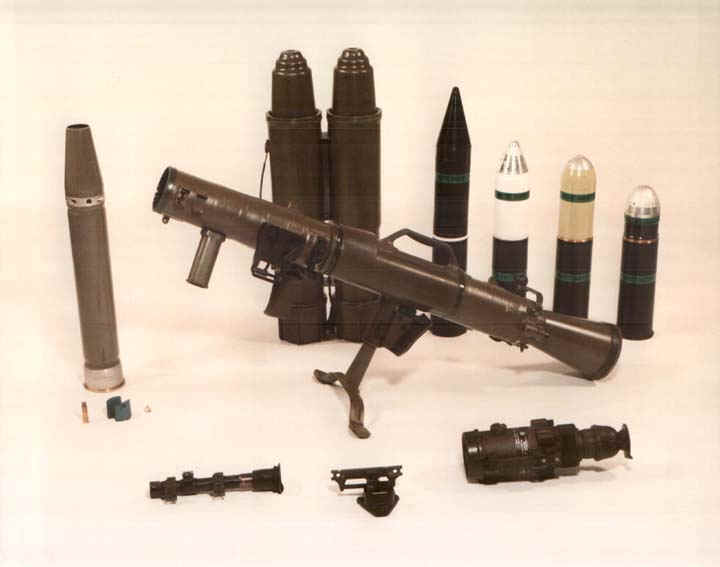
M3(RAAWS)とその縮射装置（向かって左）、弾薬コンテナ（正面奥）、照準装置一式（正面手前）および弾薬
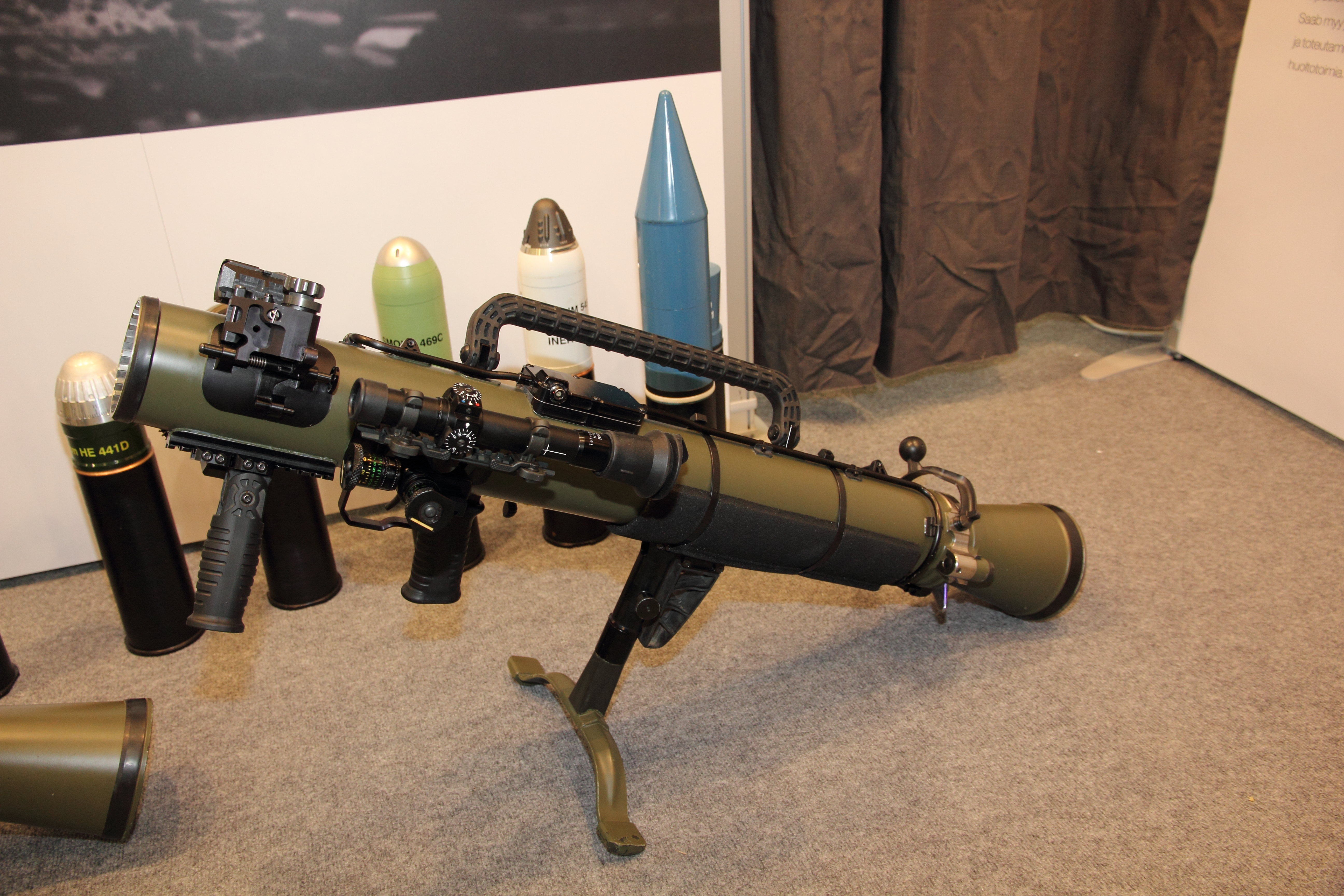
カールグスタフ M4
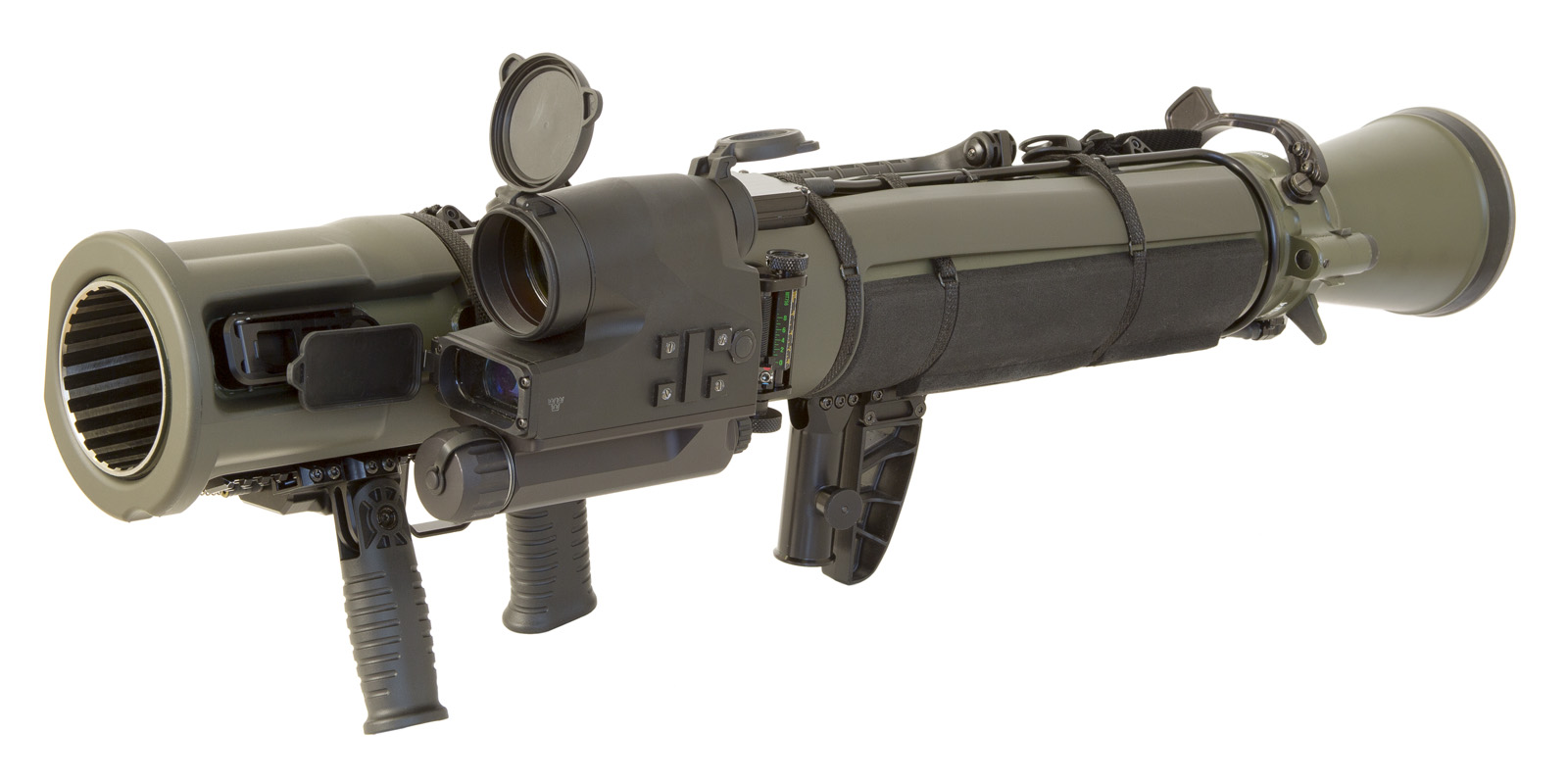
M3E1

## 設計

### 砲本体
本砲は信頼性が高く頑丈な設計で、悪条件下でも長く運用できるよう配慮されている。基本構造としては、ライフリングを施した砲身と、円錐形のベンチュリ・ファンネルを取り付けた閉鎖機を中核として、前方に2つの握把、中央付近に肩当てを取り付けた構成となっている。M1・2では全鋼製だったが、M3では砲身の内筒（ライナー）と閉鎖機のベンチュリのみ鋼製とし、砲身の外層部は炭素繊維とエポキシ樹脂の積層構造、その他の外装部品はすべてアルミニウムまたはプラスチック製とすることで軽量化を図った。またM4では、砲身のライナーをチタン製とし、またベンチュリの設計も見直すなどして更に軽量化を図っているほか、オプション装着用のピカティニーレールも装備された。砲身命数管理のため発射弾数のカウント機能も追加されたほか、照準器と砲弾の通信用のケーブルも設置された。
本砲は無反動砲として、発射薬の燃焼によって生じるガスの一部を後方に噴出させることで、発砲時の反動を相殺している。装填方式は後装式で、ベンチュリーの固定ストラップを外し、ベンチュリーを横に回転させて閉鎖機を開放、弾薬を装填したのち、引金を引くと薬莢の片側についている雷管が撃発されて点火する。発射薬が燃焼すると腔圧によって砲弾が前方に射出される一方、脆い薬莢底は後方に吹き飛ばされ、燃焼ガスがベンチュリから噴出する。なおM2では閉鎖機を閉鎖した上でロックするという2つの手順を踏んでいたが、M3では閉鎖と同時にロックレバーが自動で動作するようになり、ワンアクションで済むようになった。
本砲には照星照門式照準器が装備されているが、通常は17度（300ミル）の視野を持つ付属の3×光学照準器で照準を合わせる。夜間の照準のためには、照星照門式照準器に発光性のアダプターを挿入するほか、暗視装置も使用できる。またM4では火器管制装置を装備して、上記のケーブルを介して砲弾に情報を入力し、空中炸裂するよう設定することもできる。なおM2では運搬中に照星照門式照準器が破損することが多かったことから、M3ではフラッシュサーフェス化されて引っかかりを減らしている。
本砲は立射・膝射・座射・伏射での射撃が可能で、肩当ての先方に脚架を取り付けることも可能である。通常2人の要員によって操砲され、1人が武器を担いで発射し、もう1人が弾薬を担いで装填する。なおM3では運搬用のハンドルが追加された。

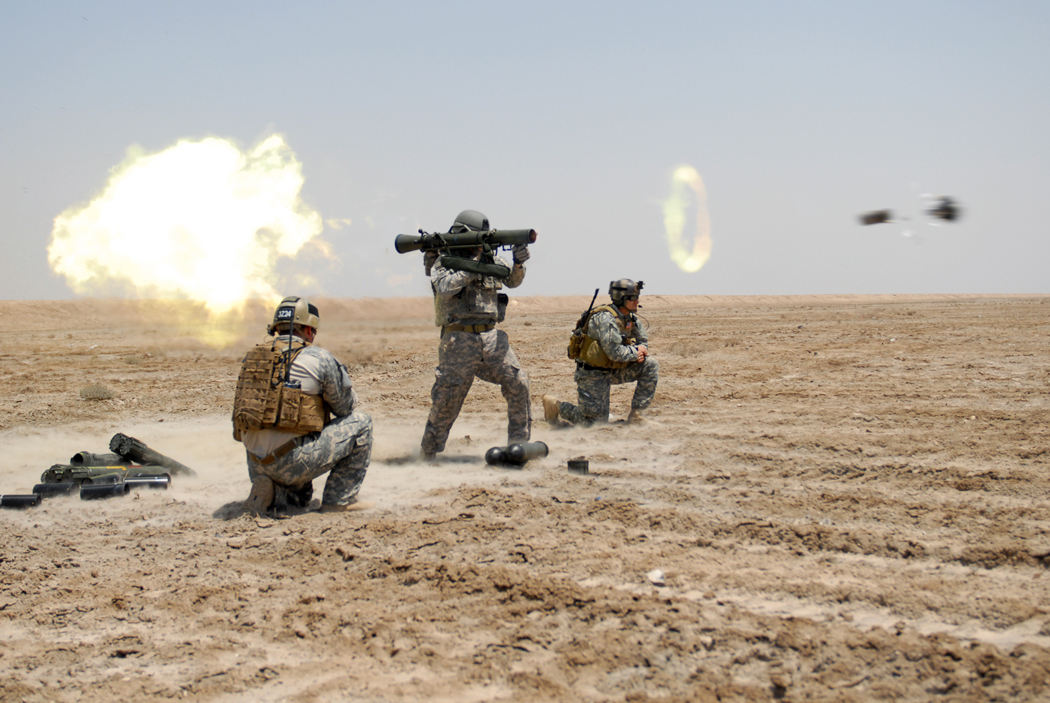
カールグスタフを発射するアメリカ陸軍の特殊部隊 発砲に伴い、後方に燃焼ガスが噴射されていることがわかる。前方のドーナツ状の煙は弾頭のロケットブースターのもの。
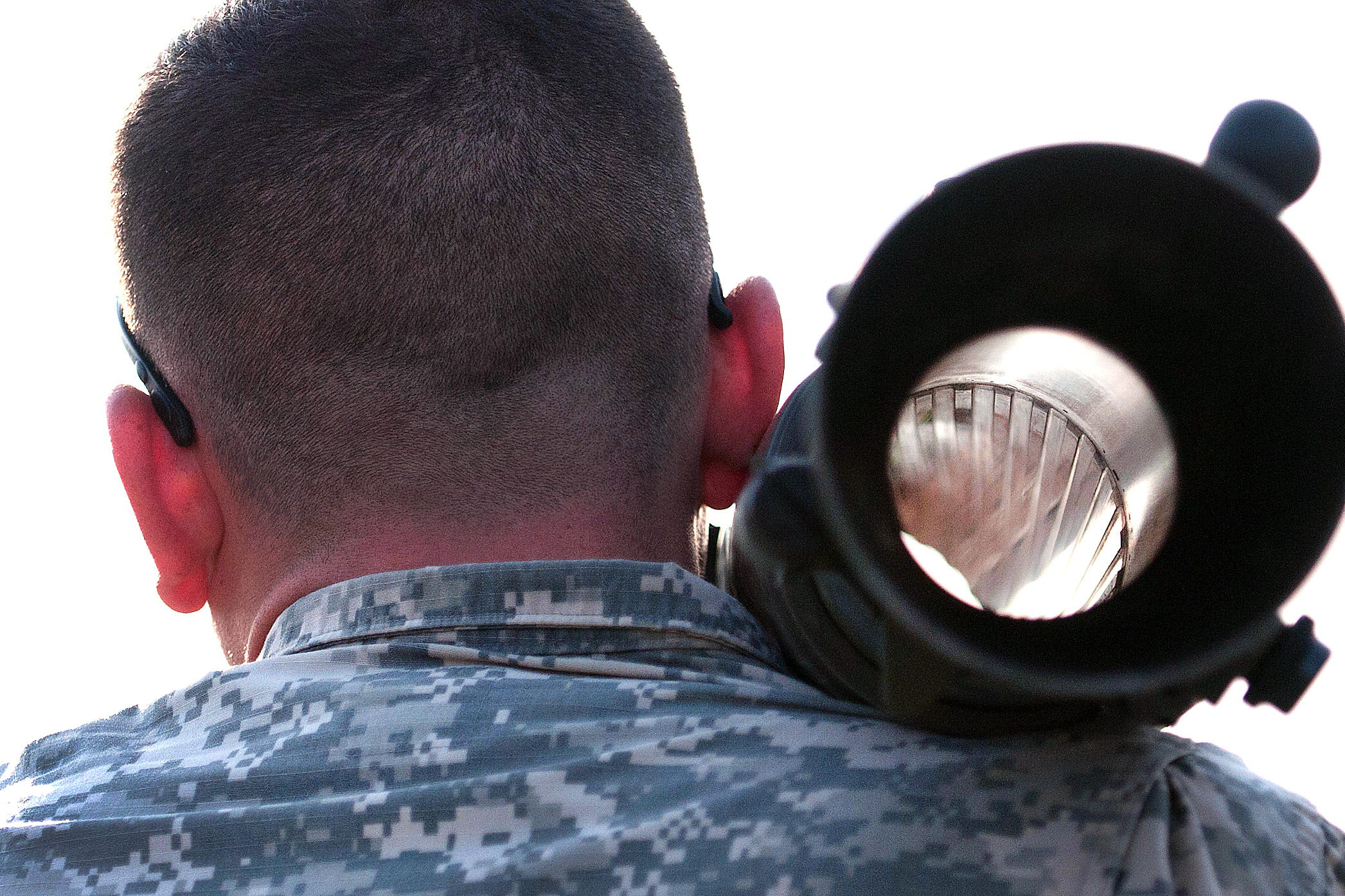
カールグスタフM3を砲尾側から見たところ 砲弾が装填されていないため、砲身にはライフリングが刻まれているのが見え、ノズルのみで尾栓のない閉鎖器部の構造がわかる 向かって右下の突起には撃発機構が内蔵され、これが薬莢側面の雷管を叩くことで発射が行われる。
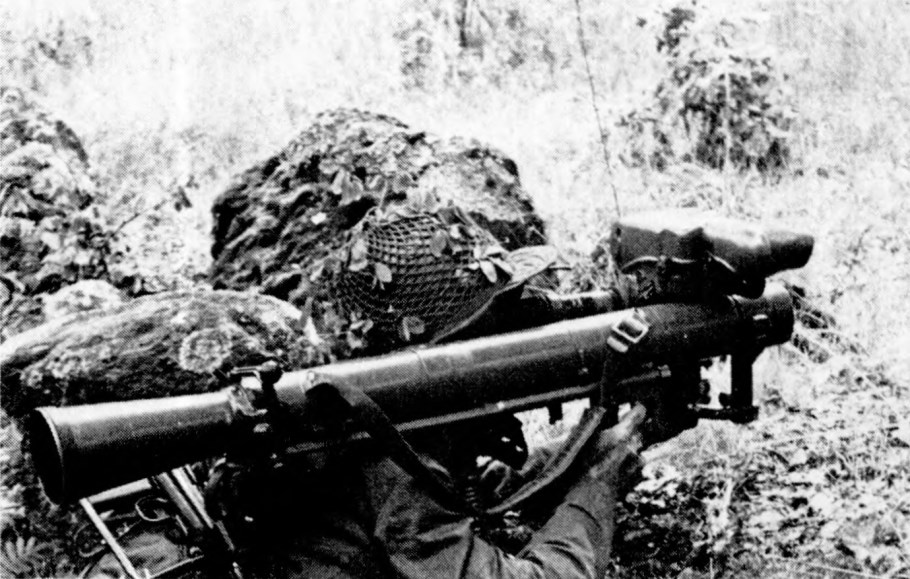
FFV550 照準装置を搭載したM2-550

### 使用弾薬

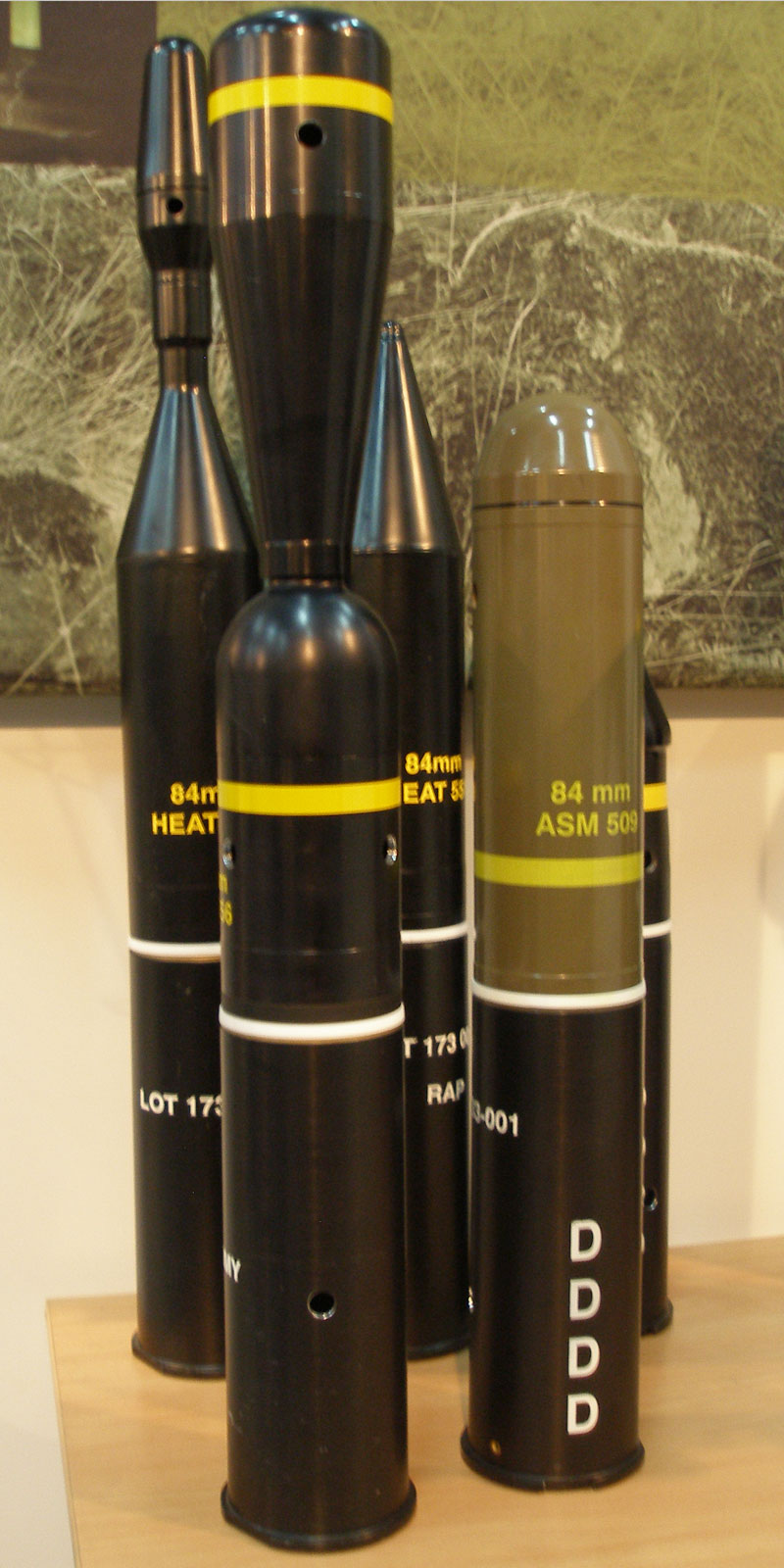
各種カールグスタフ用弾薬の展示用見本。向かって右手前の弾薬（ASM509、建造物破壊用弾頭）の薬莢リムに位置決め用の切り欠き、またその向かって左上の薬莢側面に雷管が写っている。

502
多目的榴弾（HEDP）。信管を瞬発モードにしたときは対戦車榴弾（HEAT弾）、短延期モードにしたときは榴弾（HE弾）として動作する。初速230メートル毎秒、貫徹力は150ミリ以上、有効射程は移動目標に対して300メートル、固定された掩体壕に対して500メートル、散開した人員に対して最大1,000メートル。
545
照明弾。射程は300-2,100メートル、燃焼時間30秒で、400-500メートル径の範囲を照明できる。
551
HEAT弾。弾道の低伸化と射程の延伸のために翼安定化された噴進弾とされており、発射後に6枚の折りたたみフィンが展開されて、ロケットモータは1.5秒間で325 Nの推力を発揮する。初速は255メートル毎秒、最大速度は330メートル毎秒、貫徹力は400ミリ以上、有効射程は700メートル。
751
タンデム化HEAT弾。HEAT 551と同様に噴進弾とされており、初速は約200メートル毎秒、最大速度は約320メートル毎秒、貫徹力は500ミリ以上。

## 採用国
- アルゼンチン: 一般部隊はAT-4使用
- オーストラリア: M72 LAWも使用
- オーストリア: 対戦車ミサイル併用
- ベリーズ: 2024年時点で、ベリーズ国防軍が保有[9]。
- ボツワナ: 対戦車ミサイル併用
- ブラジル: AT-4も使用
- ブルキナファソ: M20無反動砲も使用
- カナダ: M72 LAW、AT-4も使用
- チリ: 多種類の無反動砲も使用
- チェコ: RPG-75、RPG-7Vも使用
- デンマーク: 2024年時点で、デンマーク陸軍が保有[10]。M72 LAW、AT-4も使用
- エストニア: C90-CRも使用
- ドイツ: MATADOR、パンツァーファウスト3も使用
- ガーナ: RPG-7も使用
- ギリシャ: M72 LAW、AT-4も使用

- ハンガリー対戦車ミサイル併用
- ホンジュラス: M40無反動砲も使用
- インド: AT-4も使用
- インドネシア: AT-4も使用
- アイルランド: アイルランド陸軍が対戦車火器として制式採用し、2025年時点でも歩兵中隊内の武器小隊対戦車分隊に配備している[11]。なお、歩兵小隊レベルではAT-4も使用[12]。
- 日本: パンツァーファウスト3も使用
- ケニア: 対戦車ミサイル併用
- クウェート: RPG-7も使用
- ラトビア: AT-4も使用
- リトアニア: M72 LAW、AT-4も使用
- マレーシア: M72 LAW、AT-4も使用
- ミャンマー: M20、M40無反動砲も使用
- オランダ:2025年5月にM4型を発注し、2025年から2028年にかけて納入予定[13]。
- ニュージーランド : M72 LAWも使用
- ナイジェリア: M40無反動砲も使用
- ノルウェー: M72 LAWも使用
- ポーランド: RPG-7も使用

- ポルトガルM72 LAWも使用
- シエラレオネ:
- スロバキア: RPG-75、RPG-7Vも使用
- スウェーデン: AT-4も使用
- タイ: M72 LAW、RPG-7も使用
- アラブ首長国連邦: 対戦車ミサイル併用
- イギリス: AT-4、MATADORも使用
- アメリカ合衆国: M72 LAW、AT-4も使用
- ザンビア: M20無反動砲も使用

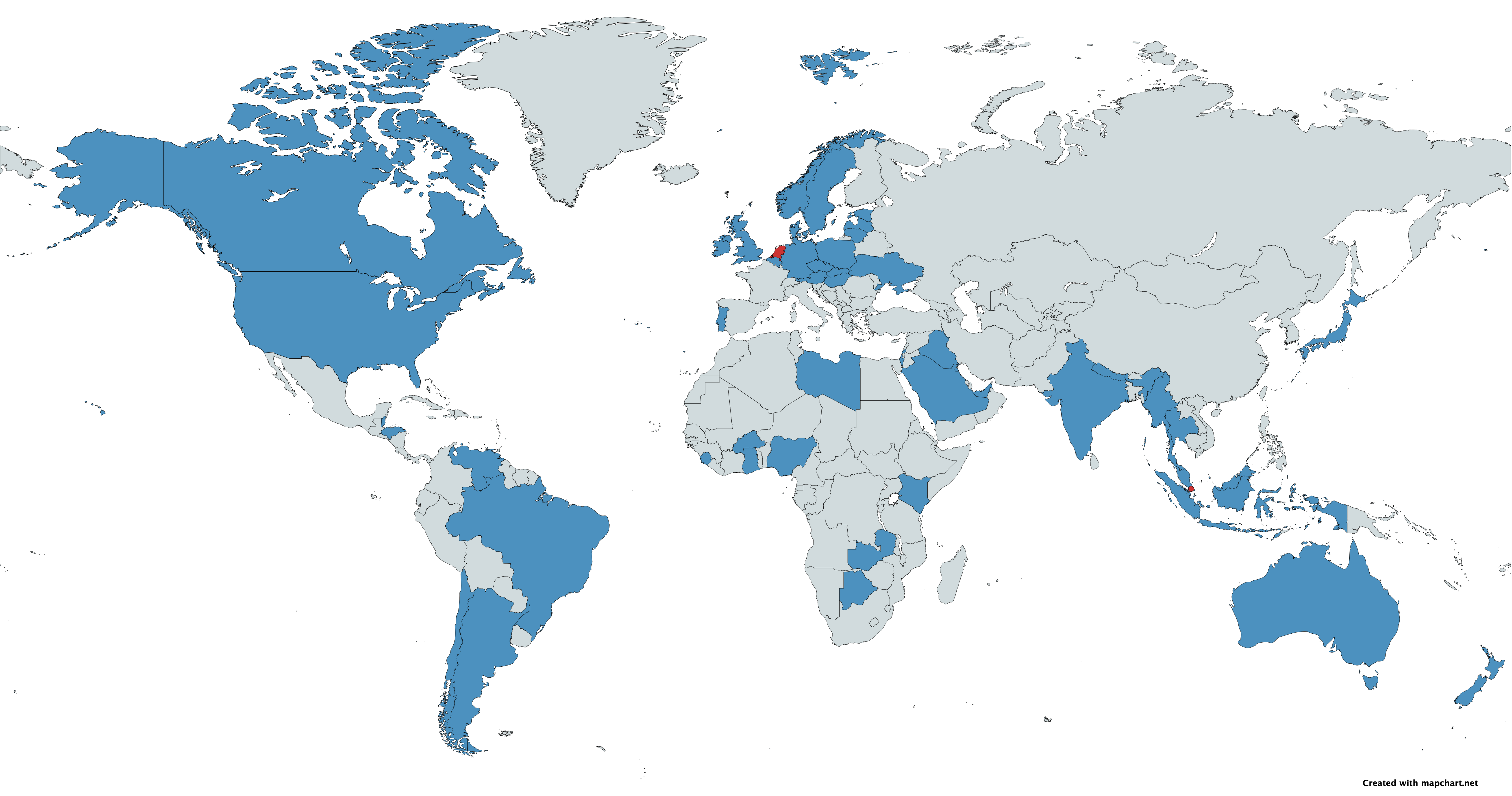
現在の運用国を青、過去の運用国を赤で表示
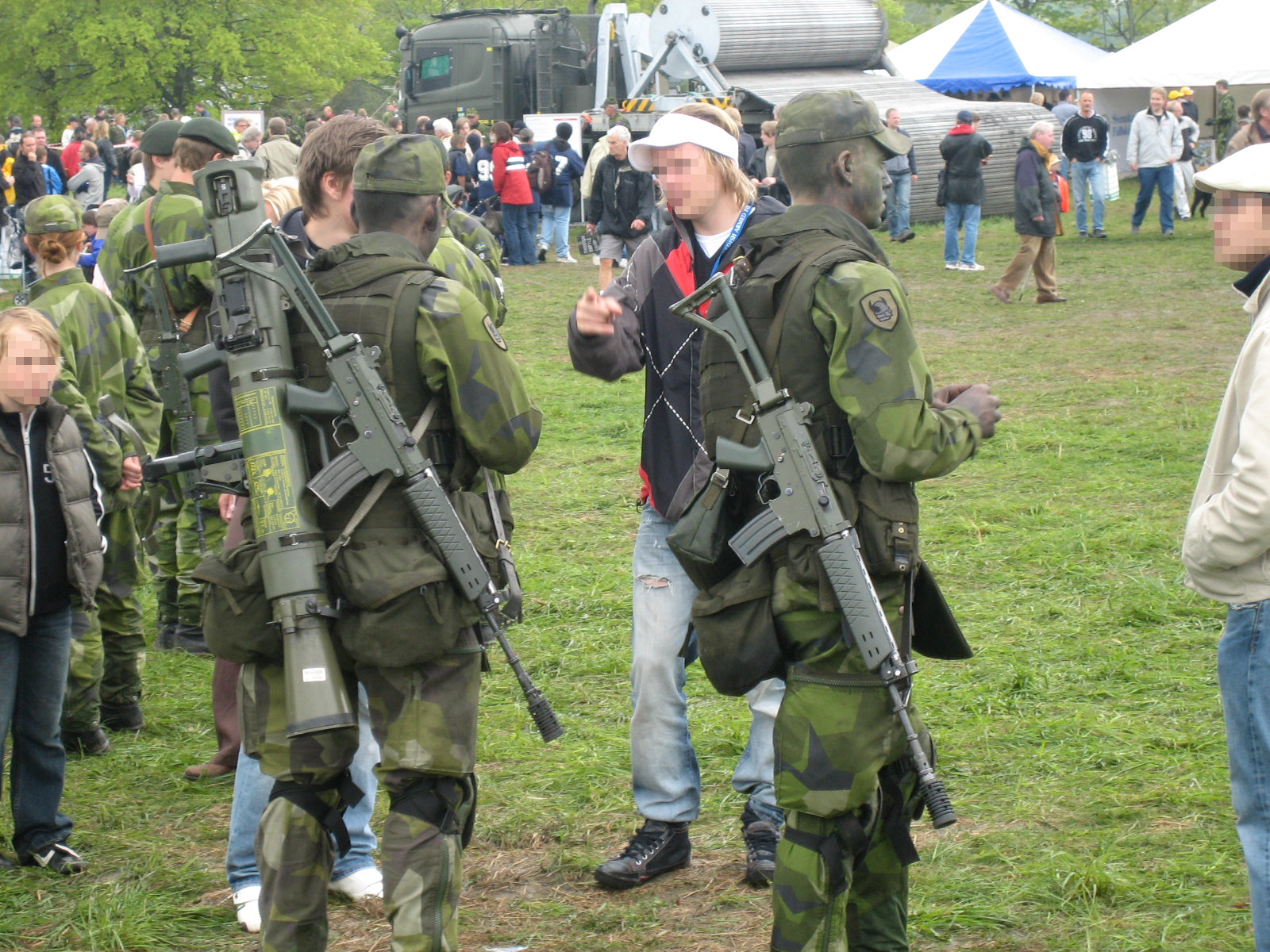
カールグスタフM3とAk 5小銃を携帯したスウェーデン兵

### アメリカ合衆国
1980年代後半、特殊作戦部隊近代化行動計画（Special Operations Forces Modernization Action Plan）の一環として、第75レンジャー連隊が使用していたM67 90mm無反動砲の後継となる「レンジャー対装甲・対人兵器システム」（Ranger Anti-Armor/Anti-Personnel Weapon System, RAAWS）の検討が着手された。市場調査によりカール・グスタフM3が候補として選定されたが、企業から提供された疲労試験データを検討した結果、陸軍の要件を満たしていない可能性が浮上した。しかし1993年に実際の砲を用いた疲労試験を行ったところ、メーカーの推奨寿命である500発を遥かに超えて、2,360発まで、砲身内腔は侵食の兆候を示さなかった。
海軍特殊部隊もこの計画に興味を持ったことから、計画は統合製品チーム（Joint Integrated Product Team）に移管され、計画名も「多用途対装甲・対人兵器システム」（Multi-Role Anti-Armor Anti-Personnel Weapon System, MAAWS）に変更された。第75レンジャー連隊では既に1993年からM3 RAAWSの配備を開始しており、1997年からは特殊作戦軍全体で用いられるようになった。
2011年11月には、RPG-7への対抗策として、アフガニスタン駐留の一般部隊にもM3 MAAWSを配備することになり、2012年末までに58門が配備された。また2014年にはそれ以外の一般部隊にも配備されるようになり、2015年後半には、すべての旅団戦闘団において、小銃小隊あたり1門のM3 MAAWSを配備できるようになった。また2017年からは、カール・グスタフM4がM3E1として仮制式化され、評価が開始された。なおアメリカ兵の間では、単に「グース」（Goose）と呼ばれることも多い。

### イギリス連邦
イギリス陸軍は本砲を1962年に採用し、L14A1と称した。イギリス連邦各国でも採用されているが、イギリス軍では「チャーリーG」、カナダ軍では「カールG」、オーストラリア軍では「チャーリー・ガッツエイク」（腹痛を意味するスラング）または「チャーリー・スウェーデ」と俗称された。
オーストラリア陸軍の装備砲はベトナム戦争において実戦投入された。またイギリス海兵隊の装備砲は、フォークランド紛争の緒戦において、サウスジョージア侵攻を試みるアルゼンチン軍に対してM72 LAW対戦車ロケット弾や小火器とともに使用され、艦砲射撃中のコルベット「ゲリコ」の砲の旋回機構を破壊するという戦果を挙げた。

### 日本
陸上自衛隊では、普通科部隊向けに1978年（昭和53年）度よりカールグスタフM2を導入し、1990年（平成2年）度の調達終了までに約2,700門が配備された。その後、01式軽対戦車誘導弾（軽MAT）によって代替されて運用を終了する計画だったが、調達価格はカールグスタフM2が約250万円だったのに対して軽MATはその10倍以上と高価で、また汎用性にも欠けていたことから、カールグスタフM2の運用も継続されることになった。
2012年（平成24年）度からはM3の調達も開始され、当初は「多用途ガン」と称されていたが、翌年度からは「84mm無反動砲(B)」と変更された。元来は水陸機動団の専用装備とされており、2016年（平成28年）度までに61門を導入した後、一度調達が中断したが、2023年（令和5年）度で325門と大量に調達された。また2024年（令和6年）度以降の調達分はM4に移行するとされる。
| 予算計上年度         | 調達数 | 予算額 括弧は初度費(外数) |
| -------------------- | ------ | ------------------------- |
| 平成24年度（2012年） | 3門    | 0.3億円                   |
| 平成25年度（2013年） | 17門   | 2億円                     |
| 平成26年度（2014年） | 24門   | 3億円                     |
| 平成28年度（2016年） | 6門    | 0.6億円                   |
| 平成29年度（2017年） | 3門    | 0.3億円                   |
| 令和4年度（2022年）  | 8門    | 1.1億円                   |
| 令和5年度（2023年）  | 325門  | 35.7億円                  |
| 合計                 | 386門  | 43.0億円                  |

使用した84mm無反動砲を清掃する自衛隊員
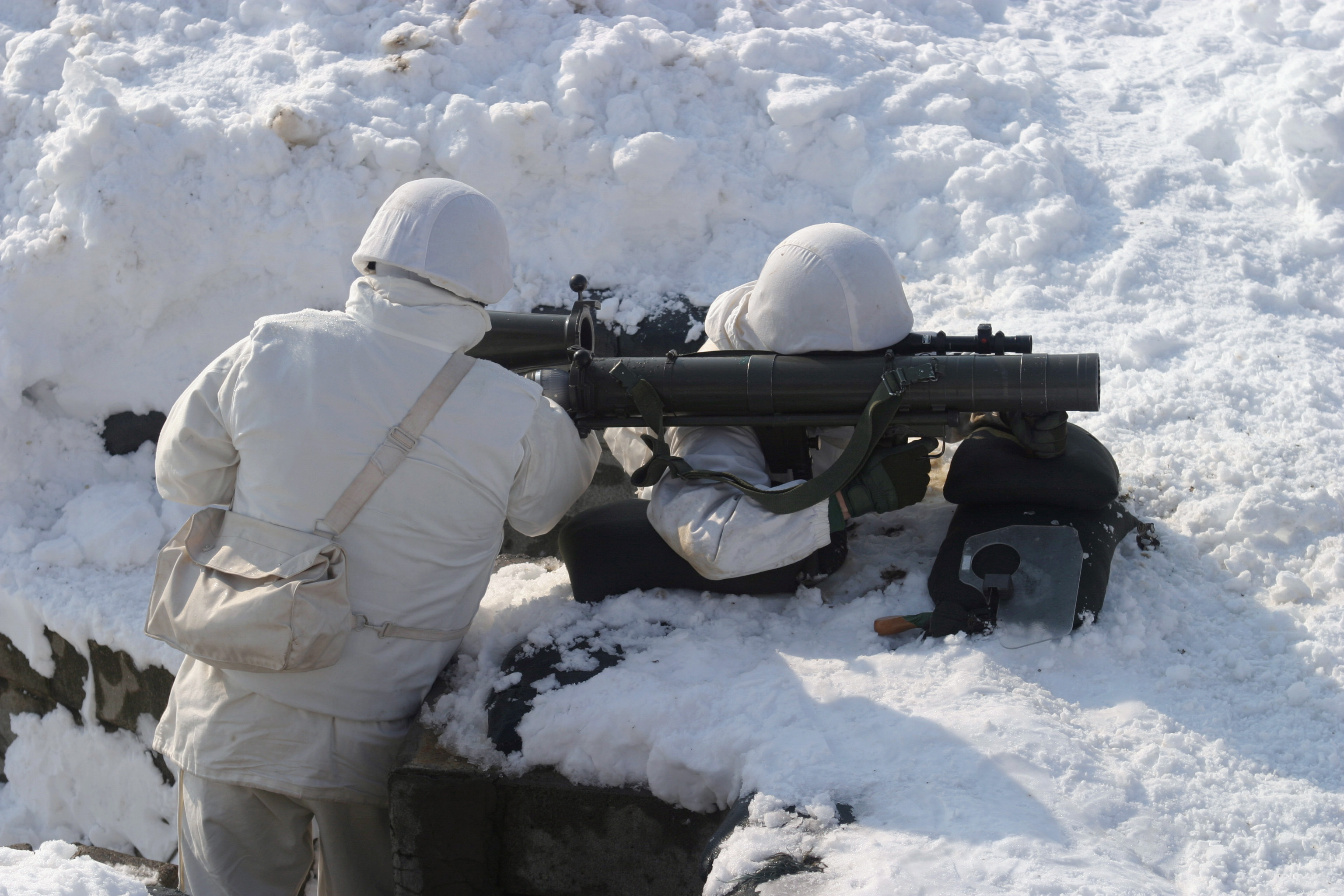
84mm無反動砲の砲身後部ノズルを開放し、弾薬を装填する陸上自衛隊員
砲弾を運用している隊員
84mm無反動砲を装備した陸上自衛隊員（西部方面普通科連隊）
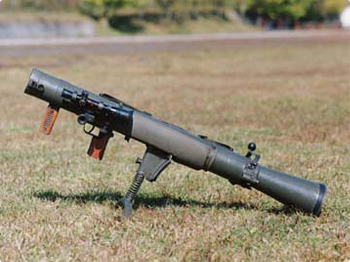
陸上自衛隊が採用する84mm無反動砲

## 登場作品

### 映画
『宇宙戦争』
終盤の戦闘で、アメリカ陸軍第10山岳師団の兵士が宇宙人の侵略兵器「トライポッド」に対して使用。劇中では「グスタフ」と呼ばれている。
『ガメラ3 邪神覚醒』
陸上自衛隊の先遣小隊がイリスに対して使用するが、効果はなかった。撮影では自衛隊の協力により、実物が（空砲による射撃で）使用された。
『ゴジラシリーズ』
『ゴジラvsビオランテ』
権藤一佐が、抗核エネルギーバクテリアを弾頭に装備したロケット弾をゴジラに打ち込むために使用する。
『ゴジラ×メガギラス G消滅作戦』
自衛隊の対ゴジラ特殊部隊が、1996年に大阪都へ上陸したゴジラを食い止めるために使用し、ホウ素弾と呼ばれる架空の弾を発射する。ただし、後部の形状がSMAW　ロケットランチャーのようになっているなど、各部が異なる。

『戦国自衛隊1549』
ロメオ隊の隊員が後半の戦闘で、天導衆こと第三特別実験中隊の90式戦車とAH-1Sを撃破するのに使用。前者に対しては対戦車榴弾を用いているが、後者に対しては現実には存在しない誘導弾を用いる。
『ターミネーター:新起動/ジェニシス』
回想シーンの1973年にT-800（守護者）がT-1000に襲われた少女時代のサラ・コナーを救出する際に所持。発砲シーンは無いが、砲尾から煙が出ていることから、T-1000との戦闘で使用した模様。
『バトルフィールド・アース』
ジョニー達人類がサイクロ人への反乱に使用。スティンガーミサイルと混同されており、ミッキーがサイクロ人の飛行機を撃ち落とした際は、追尾式のミサイルを射出した。
『ラストスタンド』
麻薬組織の戦闘員が使用。

### テレビドラマ
『戦国自衛隊・関ヶ原の戦い』
物語冒頭の陸上自衛隊の演習時に使用するが、戦国時代にタイムスリップしてからは登場しない。
『ネオ・ウルトラQ』
第6話「最も臭い島」に登場。怪獣「セーデガン」に対して、陸上自衛隊が使用する。
『世にも奇妙な物語』
「通いの軍隊」に登場。ニュー・イバラキ軍のUH-1 2機編隊に対して前島が使用し、先頭の1機を撃墜する。

### アニメ
『機動警察パトレイバー the Movie』
『ギルティクラウン』
『クレヨンしんちゃん 爆発!温泉わくわく大決戦』
温泉Gメンの後生掛が使用する。
『やわらか戦車』
第1空挺団の隊員が基地内に侵入した缶元総理に使用する。

### 漫画
『怪獣自衛隊』
第50普通科連隊の隊員が怪獣「ヒルコ」との戦闘で使用する。
『続・戦国自衛隊』
戦国時代にタイムスリップした、自衛隊とアメリカ海兵隊の装備として登場する。小説版では、対戦車榴弾だけでなく発煙弾を使用して敵の目を眩ませる戦法も行われている。
小林源文の作品
『第2次朝鮮戦争 ユギオII』
北朝鮮に上陸した陸上自衛隊が使用する。
『バトルオーバー北海道』
北海道に侵攻したソ連軍との戦闘にて自衛官が使用し、ソ連軍のBMP-2を撃破する。
『レイド・オン・トーキョー』
威力偵察中のソ連軍BRDM-2に向けて発射されるが、命中しなかった。またソ連軍戦車に向けて発射されるが、爆発反応装甲に阻まれて打撃を与えられずに終わる。

### 小説
『日中尖閣戦争』
第1挺進団の町田三曹と小川士長が中国海軍のミサイル艇に対して放つが当たらず、やむなく91式携帯地対空誘導弾による攻撃に切り替える。
『日本国召喚』
自衛隊の装備として登場。日本が国ごと転移した異世界にて、第2巻ではトーパ王国に派遣された自衛官が使用し、対戦車榴弾で魔王軍のブルーオーガを撃破する。外伝2巻ではエスペラント王国に遭難した岡三曹から緊急避難の名目で現地の銃士ザビルに貸与され、HE441B榴弾で魔獣ゴウルアスを攻撃する。
『日本黙示録 非常時宣言発令』
物語中盤にて、警戒配備中の74式戦車を破壊した兵器として登場。搭乗員の「カールグスタフにやられた」という一言を、主人公が“カールグスタフという人物に攻撃された”と誤解する、というシーンがある。
『ルーントルーパーズ 自衛隊漂流戦記』
異世界に飛ばされた自衛隊の装備の1つとして登場。ドラゴンの頭部に対戦車榴弾を発射し、倒すことに成功する。

### ゲーム
『Far Cry 2』
『Operation Flashpoint: Cold War Crisis』
アメリカ軍陣営の対戦車ミサイル手兵科で使用可能な無反動砲としてM2が登場する。
『Wargame Red Dragon』
NATO陣営デッキの步兵で使用可能な対戦車兵器としてM2/M3が登場する。
『怪盗ロワイヤル-zero-』
「バズーカ」の名称で登場。
『コール オブ デューティシリーズ』
『CoD:G』
「MAAWS」の名称で近代化モデルが登場する。
『CoD:AW』
『CoD:G』同様に「MAAWS」の名称で登場する。
『CoD:MW』
「STRELA-P」という名称でM4が登場する。
『CoD:MWII』
『CoD:MW』同様に「STRELA-P」という名称でM4が登場する。

『バトルゴリラ』
『バトルフィールドシリーズ』
『BF2MC』
EU戦闘工兵でM3を使用可能。
『BFBC』
MEC工兵の装備としてM2が登場する。
『BFBC2』
M2が登場するが、なぜかRPGと呼ばれている。
『BF2042』
「無反動M5」の名称で登場。

『メタルギアソリッド ピースウォーカー』